# Wioślarstwo na Letnich Igrzyskach Olimpijskich 2024 – dwójka podwójna wagi lekkiej kobiet
Dwójka podwójna wagi lekkiej kobiet – konkurencja wioślarska, w której rywalizacja odbywa się podczas Letnich Igrzysk Olimpijskich 2024 w Paryżu. Zawody zostaną rozegrane w dniach 28 lipca–2 sierpnia 2024.

## Terminarz
| Data            | Godzina rozpoczęcia (CET) | Runda      |
| --------------- | ------------------------- | ---------- |
| 28 lipca 2024   | 11:30                     | Eliminacje |
| 29 lipca 2024   | 11:00                     | Repasaże   |
| 31 lipca 2024   | 9:42                      | Finał C    |
| 31 lipca 2024   | 11:34                     | Półfinały  |
| 2 sierpnia 2024 | 11:18                     | Finał B    |
| 2 sierpnia 2024 | 12:22                     | Finał A    |

## Rekordy
Rekord świata i rekord olimpijski przed rozpoczęciem zawodów:
| Rekord            | Reprezentacja                               | Czas    | Miejsce | Data            |
| ----------------- | ------------------------------------------- | ------- | ------- | --------------- |
| Rekord świata     | Wielka Brytania Emily Craig · Imogen Grant  | 6:40,47 | Varese  | 17 czerwca 2023 |
| Rekord olimpijski | Włochy Valentina Rodini · Federica Cesarini | 6:41,36 | Tokio   | 28 lipca 2021   |

## Wyniki

### Eliminacje
Do finału awansują po dwie pierwsze osady z każdego biegu. Pozostałe osady wezmą udział w repasażach.
Bieg 1
| Pozycja | Tor | Zawodniczki                              | Reprezentacja   | Czas    | Uwagi               |
| ------- | --- | ---------------------------------------- | --------------- | ------- | ------------------- |
| 1.      | 5   | Emily Craig Imogen Grant                 | Wielka Brytania | 7:04,20 | Awans do półfinałów |
| 2.      | 6   | Dimitra Kontou Zoi Fitsiou               | Grecja          | 7:08,51 | Awans do półfinałów |
| 3.      | 1   | Aoife Casey Margaret Cremen              | Irlandia        | 7:12,89 |                     |
| 4.      | 3   | Louisa Altenhuber Lara Tiefenthaler      | Austria         | 7:24,14 |                     |
| 5.      | 2   | Khadija Krimi Selma Dhaouadi             | Tunezja         | 7:31,19 |                     |
| 6.      | 4   | Sonia Baluzzo Chiaruzzo Evelyn Silvestro | Argentyna       | 7:36,43 |                     |

Bieg 2
| Pozycja | Tor | Zawodniczki                                | Reprezentacja     | Czas    | Uwagi               |
| ------- | --- | ------------------------------------------ | ----------------- | ------- | ------------------- |
| 1.      | 4   | Gianina-Elena Beleagă Ionela-Livia Cozmiuc | Rumunia           | 7:03,83 | Awans do półfinałów |
| 2.      | 5   | Molly Reckford Michelle Sechser            | Stany Zjednoczone | 7:12,65 | Awans do półfinałów |
| 3.      | 2   | Alessia Palacios Valeria Palacios          | Peru              | 7:32,68 |                     |
| 4.      | 3   | Mahsa Javar Zeinab Norouzi                 | Iran              | 7:35,97 |                     |
| 5.      | 1   | Emi Hirouchi Ayami Oishi                   | Japonia           | 7:39,17 |                     |

Bieg 3
| Pozycja | Tor | Zawodniczki                    | Reprezentacja | Czas    | Uwagi               |
| ------- | --- | ------------------------------ | ------------- | ------- | ------------------- |
| 1.      | 4   | Shannon Cox Jackie Kiddle      | Nowa Zelandia | 7:02,25 | Awans do półfinałów |
| 2.      | 3   | Laura Tarantola Claire Bové    | Francja       | 7:03,22 | Awans do półfinałów |
| 3.      | 2   | Jill Moffatt Jenny Casson      | Kanada        | 7:09,45 |                     |
| 4.      | 5   | Martyna Radosz Katarzyna Wełna | Polska        | 7:11,14 |                     |
| 5.      | 1   | Zou Jiaqi Qiu Xiuping          | Chiny         | 7:15,03 |                     |

### Repasaże
Bieg 1
| Pozycja | Tor | Zawodniczki                              | Reprezentacja | Czas    | Uwagi               |
| ------- | --- | ---------------------------------------- | ------------- | ------- | ------------------- |
| 1.      | 4   | Aoife Casey Margaret Cremen              | Irlandia      | 7:11,38 | Awans do półfinałów |
| 2.      | 3   | Jill Moffatt Jenny Casson                | Kanada        | 7:16,81 | Awans do półfinałów |
| 3.      | 1   | Sonia Baluzzo Chiaruzzo Evelyn Silvestro | Argentyna     | 7:29,76 | Awans do półfinałów |
| 4.      | 2   | Mahsa Javar Zeinab Norouzi               | Iran          | 7:35,56 |                     |
| 5.      | 5   | Zou Jiaqi Qiu Xiuping                    | Chiny         | 7:42,66 |                     |

Bieg 2
| Pozycja | Tor | Zawodniczki                         | Reprezentacja | Czas    | Uwagi               |
| ------- | --- | ----------------------------------- | ------------- | ------- | ------------------- |
| 1.      | 2   | Martyna Radosz Katarzyna Wełna      | Polska        | 7:16,26 | Awans do półfinałów |
| 2.      | 4   | Louisa Altenhuber Lara Tiefenthaler | Austria       | 7:17,77 | Awans do półfinałów |
| 3.      | 1   | Khadija Krimi Selma Dhaouadi        | Tunezja       | 7:25,21 | Awans do półfinałów |
| 4.      | 3   | Alessia Palacios Valeria Palacios   | Peru          | 7:28,58 |                     |
| 5.      | 5   | Emi Hirouchi Ayami Oishi            | Japonia       | 7:31,14 |                     |

### Półfinały
Bieg 1
| Pozycja | Tor | Zawodniczki                              | Reprezentacja     | Czas    | Uwagi   |
| ------- | --- | ---------------------------------------- | ----------------- | ------- | ------- |
| 1       | 3   | Emily Craig Imogen Grant                 | Wielka Brytania   | 6:59.79 | Finał A |
| 2       | 4   | Shannon Cox Jackie Kiddle                | Nowa Zelandia     | 7:02.86 | Finał A |
| 3       | 2   | Molly Reckford Michelle Sechser          | Stany Zjednoczone | 7:05.03 | Finał A |
| 4       | 5   | Martyna Radosz Katarzyna Wełna           | Polska            | 7:06.69 | Finał B |
| 5       | 1   | Jennifer Casson Jill Moffatt             | Kanada            | 7:13.36 | Finał B |
| 6       | 6   | Sonia Baluzzo Chiaruzzo Evelyn Silvestro | Argentyna         | 7:33.41 | Finał B |

Bieg 2
| Pozycja | Tor | Zawodniczki                         | Reprezentacja | Czas    | Uwagi   |
| ------- | --- | ----------------------------------- | ------------- | ------- | ------- |
| 1       | 3   | Gianina Beleagă Ionela Cozmiuc      | Rumunia       | 6:56.65 | Finał A |
| 2       | 2   | Dimitra Kontou Zoi Fitsiou          | Grecja        | 6:57.90 | Finał A |
| 3       | 5   | Aoife Casey Margaret Cremen         | Irlandia      | 6:59.72 | Finał A |
| 4       | 4   | Claire Bové Laura Tarantola         | Francja       | 7:03.22 | Finał B |
| 5       | 1   | Louisa Altenhuber Lara Tiefenthaler | Austria       | 7:19.70 | Finał B |
| 6       | 6   | Khadija Krimi Selma Dhaouadi        | Tunezja       | 7:26.39 | Finał B |

### Finały

#### Finał C
| Pozycja | Tor | Zawodniczki                       | Reprezentacja | Czas    | Uwagi |
| ------- | --- | --------------------------------- | ------------- | ------- | ----- |
| 13      | 1   | Zou Jiaqi Qiu Xiuping             | Chiny         | 7:07.55 |       |
| 14      | 2   | Alessia Palacios Valeria Palacios | Peru          | 7:12.27 |       |
| 15      | 4   | Emi Hirouchi Ayami Oishi          | Japonia       | 7:14.00 |       |
| 16      | 3   | Mahsa Javer Zeinab Norouzi        | Iran          | 7:14.32 |       |

#### Finał B
| Pozycja | Tor | Zawodniczki                              | Reprezentacja | Czas    | Uwagi |
| ------- | --- | ---------------------------------------- | ------------- | ------- | ----- |
| 7       | 3   | Claire Bové Laura Tarantola              | Francja       | 7:03.24 |       |
| 8       | 2   | Jennifer Casson Jill Moffatt             | Kanada        | 7:04.82 |       |
| 9       | 4   | Martyna Radosz Katarzyna Wełna           | Polska        | 7:08.47 |       |
| 10      | 5   | Louisa Altenhuber Lara Tiefenthaler      | Austria       | 7:10.02 |       |
| 11      | 1   | Khadija Krimi Selma Dhaouadi             | Tunezja       | 7:21.65 |       |
| 12      | 6   | Sonia Baluzzo Chiaruzzo Evelyn Silvestro | Argentyna     | 7:25.86 |       |

#### Finał A
| Pozycja | Tor | Zawodniczki                     | Reprezentacja     | Czas    | Uwagi |
| ------- | --- | ------------------------------- | ----------------- | ------- | ----- |
| złoto   | 3   | Emily Craig Imogen Grant        | Wielka Brytania   | 6:47.06 |       |
| srebro  | 4   | Gianina Beleagă Ionela Cozmiuc  | Rumunia           | 6:48.78 |       |
| brąz    | 2   | Dimitra Kontou Zoi Fitsiou      | Grecja            | 6:49.28 |       |
| 4       | 5   | Shannon Cox Jackie Kiddle       | Nowa Zelandia     | 6:51.65 |       |
| 5       | 1   | Aoife Casey Margaret Cremen     | Irlandia          | 6:54.57 |       |
| 6       | 6   | Molly Reckford Michelle Sechser | Stany Zjednoczone | 6:55.60 |       |